# 白花长距虾脊兰
白花长距虾脊兰（学名：[Calanthe albolongicalcarata] 错误：{{Lang}}：文本有斜体标记（帮助））为兰科虾脊兰属下的一个种。

## 扩展阅读
- 維基物種上的相關：白花长距虾脊兰